# Стенинг
Стенинг (енгл. Steyning, IPA: ) је место и општина округа Западни Сасекс у јужној Енглеској, 69 км североисточно од Лондона. Постојао је још у доба англосаксонаца. Сеоска црква је првобитно била посвећена Светом Катману (који је по легенди и изградио), а потом Светом Андреју. Вилијам Холанд је 1614. овде основао Steyning Grammar School. У Стенингу се одржава традиционални Пролећни вашар као и Стениншки фестивал. Године 1939. у Стенинг се доселио сер Лоренс Оливије и ту остао до смрти 1989.